# Carlos Mina
Carlos Mina (Monterrey, 30 settembre 1953) è un ex cestista statunitense naturalizzato italiano.
Il nonno paterno, originario di Torino, emigra in Messico e successivamente la famiglia si trasferisce in California.

## Carriera
Frequenta la Central Union High School di El Centro, in California (1967-71). Nel 1971 entra alla University of Southern California e nel 1973 si trasferisce alla Long Beach State University.
Nel 1975 firma per l'Auxilium Pallacanestro Torino (sponsor China Martini), società con cui gioca fino al 1979 e con cui raggiunge una finale di Coppa Korac. Successivamente indossa le casacche di Antonini Siena, Hurligham Trieste, Latte Sole Bologna, Binova Bergamo e Castor Pordenone. Chiude la carriera con un'ultima stagione a Torino (1987-88, sponsor San Benedetto).
Dal 1988 al 2017 lavora alla McDonnell Douglas-Boeing.